# Неделковски, Коле
Коле Неделковски (настоящее имя и фамилия — Никола Кристев Неделков, макед. Коле Неделковски; 16 декабря 1912, с. Войница, близ г. Велес, Османская империя (ныне — Республики Македония) — 2 сентября 1941, София) — македонский поэт, партизан. Один из зачинателей новой македонской литературы.
Революционер. Антифашист. Член БКП и Союза коммунистов Югославии.

## Биография
Сын крестьянина. Участник антифашистского Сопротивления. За участие в коммунистическом движении и  сопротивлении против политики сербизации подвергался гонениям со стороны властей. В 1933 эмигрировал в Грецию, затем в Болгарию. Обосновался в Софии, где вскоре наладил связи с коммунистическими активистами.
Стал активным членом македонского литературного кружка в Софии, вступил в подпольную македонскую молодежную организацию. В 1940 году был включен в диверсионную группу. Арестовывался полицией.
Будучи членом Центрального военного совета ЦК Компартии, занимался подрывной деятельностью против немецких воинских частей.
Организовывал доставку оружия, документов и созданием нелегальных явок. При попытке ареста в сентябре 1941 года в Софии покончил жизнь самоубийством, выбросившись из окна. По другой версии был выброшен.

## Творчество
Литературную деятельность начал в 1938 году. В стихах (сборники «Молнии» — «Молскавици», 1940; «Пешком по свету» — «Пеш по светот», 1941) в революционно-романтическом духе воспел национально-освободительную борьбу македонского народа против турецких поработителей, призывал к сопротивлению фашизму. Использовал образы и ритмы народной поэзии.